# Эссенхайм
Эссенхайм (нем. Essenheim) — община в Германии, в земле Рейнланд-Пфальц.
Входит в состав района Ландкрайс Майнц Бинген. Подчиняется управлению Нидер-Ольм. Население составляет 3390 человек (на 31 декабря 2010 года). Занимает площадь 10,51 км².